# جاين كازماريك
جاين كازماريك (بالإنجليزية: Jane Kaczmarek)‏ (و. 1955  م) هي ممثلة تلفزيونية، وممثلة أفلام، وممثلة مسرحية، من الولايات المتحدة، ولدت في ميلواكي، ويسكنسن، الحزب الديمقراطي الأمريكي.

## التعليم
تعلمت في جامعة ويسكونسن-ماديسون، ومدرسة ييل للدراما.

## وصلات خارجية
- جاين كازماريك على موقع IMDb (الإنجليزية)
- جاين كازماريك على موقع روتن توميتوز (الإنجليزية)
- جاين كازماريك على موقع ألو سيني (الفرنسية)
- جاين كازماريك على موقع ميوزك برينز (الإنجليزية)
- جاين كازماريك على موقع أول موفي (الإنجليزية)
- جاين كازماريك على موقع قاعدة بيانات برودواي على الإنترنت (الإنجليزية)
- جاين كازماريك على موقع قاعدة بيانات الأفلام السويدية (السويدية)
- جاين كازماريك على موقع إن إن دي بي (الإنجليزية)
- جاين كازماريك على موقع ديسكوغز (الإنجليزية)
- جاين كازماريك على موقع قاعدة بيانات الفيلم (الإنجليزية)